# Lola Lafon

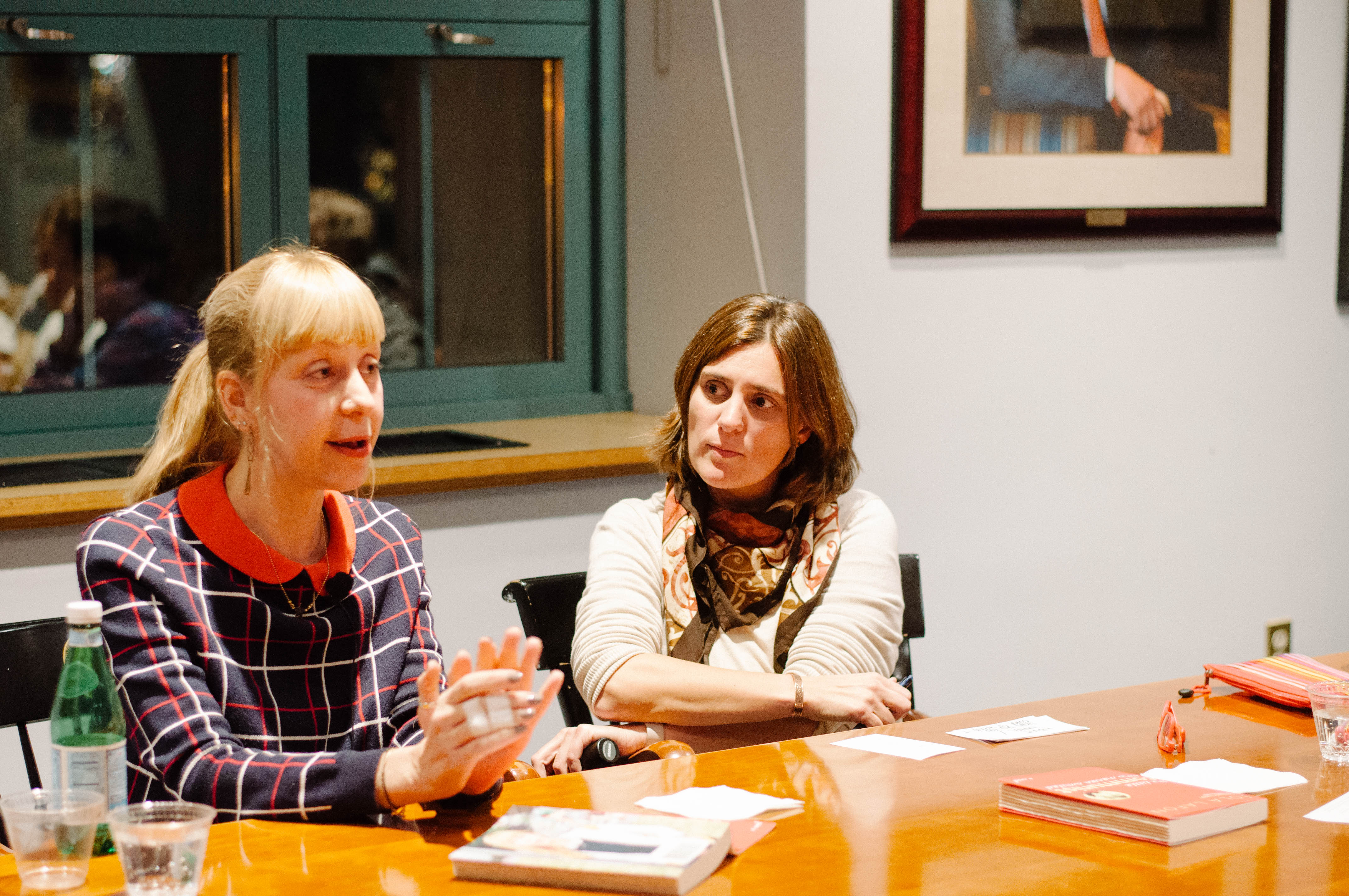
Mit Liliane Duséwoir bei den European Voices an der Boston University (2016)

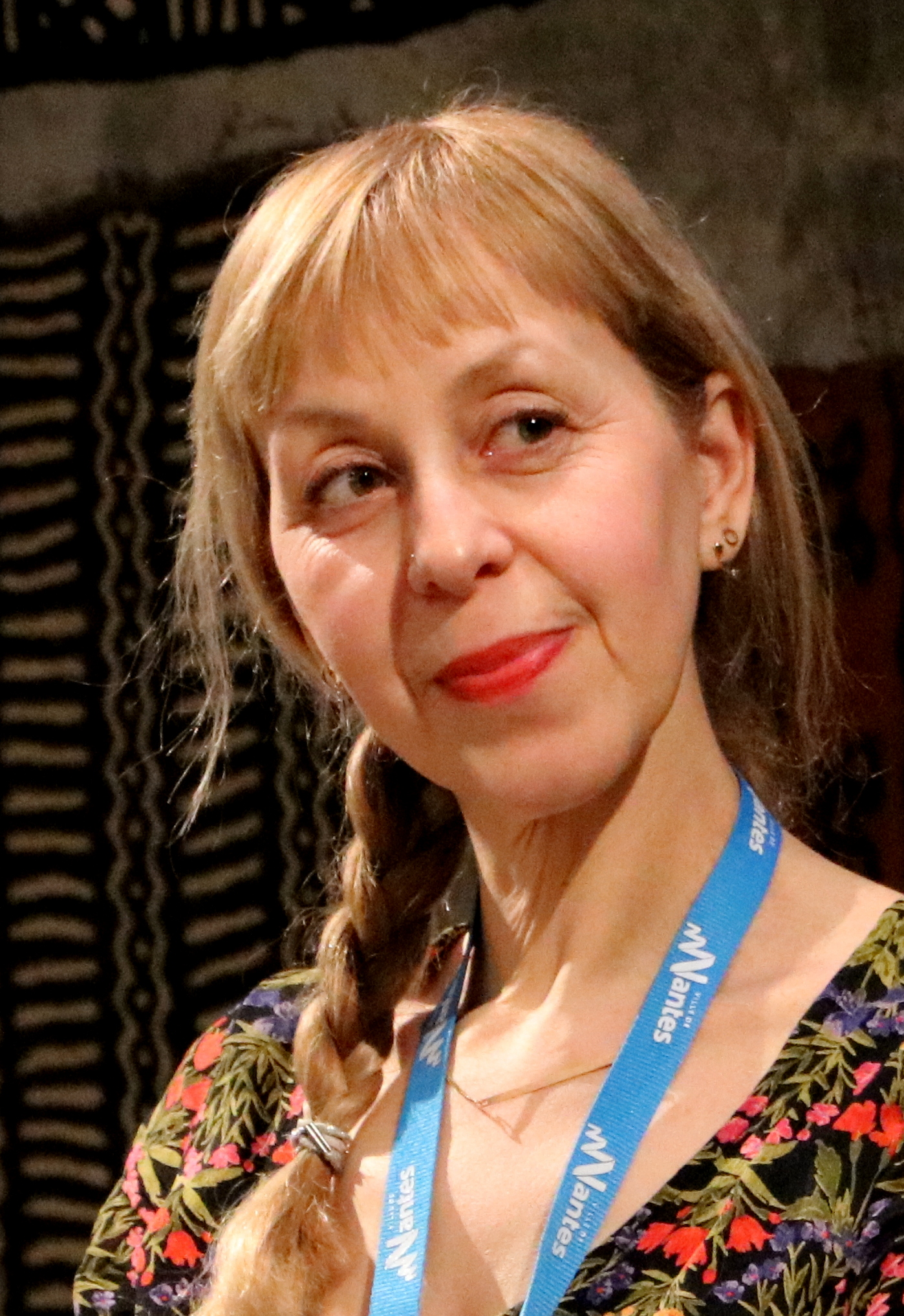
Lola Lafon in Nantes (2018)

Lola Lafon (geboren 28. Januar 1974 in Paris) ist eine französische Schriftstellerin.

## Leben
Lola Lafon ist eine Tochter des Philologen Henri Lafon (1938–2006) und der Jeanne Lafont, welche die deutsche Judenverfolgung in Frankreich in einem Versteck überlebte. Ihre 1959 geborene Schwester Isabelle Lafon wurde Schauspielerin. Ihre Eltern hielten sich beruflich im Ostblock auf, und so wuchs sie zunächst in Sofia und dann in Bukarest auf. Seit 1986 lebte sie in Paris und studierte Anglistik an der Sorbonne. Sie war als Au Pair in New York, wo sie ein Tanzstudio besuchte. Sie machte eine kurze Karriere als Tänzerin. Lafon gründete Anfang der 2000er Jahre die Musikgruppe Leva, die sich der Balkanmusik widmete, 2006 erschien die Platte Grandir à l'envers de rien bei Label Bleu. 
Ihr erster Roman Une fièvre impossible à négocier erschien 2003 mit der Unterstützung von Frédéric Beigbeder bei Flammarion. Sie erhielt 2014 für den Roman über Nadia Comăneci La petite communiste qui ne souriait jamais den Prix de la Closerie des Lilas, den Grand Prix de l’Héroïne Madame Figaro und stand auf der Shortlist des Prix du livre européen. 2022 erhielt sie den Prix Décembre. Sie wurde 2022 in den Ordre des Arts et des Lettres aufgenommen.  

## Werke
- Une fièvre impossible à négocier. Flammarion, 2003
- De ça je me console. Flammarion, 2007
- Nous sommes les oiseaux de la tempête qui s'annonce. Flammarion, 2011
- La Petite Communiste qui ne souriait jamais. Actes Sud, 2014
  - Die kleine Kommunistin, die niemals lächelte : Roman. Übersetzung Elsbeth Ranke. München: Piper, 2014
- Mercy, Mary, Patty. Actes Sud, 2017
- Chavirer. Actes Sud, 2020
  - Komplizinnen : Roman. Übersetzung Elsbeth Ranke. München: Hanser Berlin, 2021
- Quand tu écouteras cette chanson. Stock, 2022
  - Immer wenn ich dieses Lied höre : Im Versteck von Anne Frank. Übersetzung Elsbeth Ranke. Berlin: Aufbau, 2025
- Il n'a jamais été trop tard. Stock, 2025